# 松本幹雄
松本 幹雄（まつもと みきお、1927年 - 2002年）は、日本の社会学者。元京都外国語大学教授、元産業能率大学教授。

## 経歴
高千穂経済専門学校（現高千穂大学）第31回卒業。1954年（昭和29年）京都外国語大学社会学研究科九十九里浜調査委員会研究員として調査研究に従事、1955年（昭和30年）九学会連合奄美大島諸島に関する調査に日本社会学会より参加し、1956年（昭和31年）米国イリノイ大学教授ジュリアン・スチュワード博士の計画せる「世界の文化変化に関する通文代の規則性に関する調査」に参加をする。その後、1959年（昭和34年）ブラジルに留学。1960年（昭和35年）「コーヒー生産地帯の社会文代体制の変化」の研究のため、サンパウロ州コーヒー生産地帯の地域社会を現地調査。1964年（昭和39年）サンパウロ州立総合大経済大及び社会調査研究所の要請により「国家と民間企業発展過程」に関する国際会議に参加し「日本の戦後の経済発展に於ける民間企業の役割」を報告。1966年（昭和41年）帰国し京都外国語大学助教授に就任、その後 1969年（昭和44年）同大学教授に昇格。また1978年（昭和53年）には産業能率大学教授に就任した。
2002年（平成5年） 死没（満75歳）

## 著書
- 『新しいブラジル経済』著作:M.シモンセン、R.カンポス 共訳:松本幹雄、M.クレスポ  新世界研究所新世界社 1967
- 『ブラジル経営者の研究』著作:L.C.ブレッセル・ペレイラ  訳:松本幹雄 新世界社 1978
- 『熱帯の新世界:ブラジル文化論の発見』著作:ジルベルト・フレイレ 訳:松本幹雄 新世界社 1979
- 『異文化研究』著作:松本幹雄 産業能率大学異文化圏研究所編 エリア・リサーチ・グループ 1982